# Populous
Populous är titeln på ett datorspel skapat av Bullfrog Productions 1989, från en idé av Peter Molyneux. I spelet får spelaren klä sig i rollen av en gudomlighet med vars krafter spelaren kan hjälpa de människor som befolkar planeten eller straffa dem med diverse olyckor som till exempel jordbävningar, vulkanutbrott och stormar. Vinner gör den spelare vars anhängare är flest till antalet vid en särskild tidpunkt, en tidpunkt vald av endera spelare och kan liknas vid harmagedon eller ragnarök, eller genom att långsamt omintetgöra all konkurrens från motståndaren.

## Uppföljare
- Populous II (1991)
- Populous: The Beginning (1998)
- Populous DS (2008/2009)